# Бели Городок
Бели Городок (рус. Белый Городок) насељено је место са административним статусом варошице (рус. посёлок городского типа) у европском делу Руске Федерације. Административно припада Кимерском рејону који се налази на југоистоку Тверске области. 
Према проценама националне статистичке службе, у вароши је 2014. живело 2.159 становника.

## Демографија
Према подацима са пописа становништва 2010. у вароши је живело 2.432 становника, док је према проценама за 2013. ту живело 2.257 становника.
| 1897. | 1959. | 1970. | 1979. | 1989. | 2002. | 2010. | 2014. |
| ----- | ----- | ----- | ----- | ----- | ----- | ----- | ----- |
| ---   | 2.833 | 3.233 | 3.783 | 3.605 | 2.825 | 2.432 | 2.159 |